# Zona 30
La zona 30 è un intervento urbanistico per la moderazione del traffico nella viabilità urbana, che consiste nella riduzione del limite di velocità a 30 km/h in una determinata area urbana.
In Italia è stata introdotta nel 1995, all'interno delle direttive per la redazione dei Piani Urbani del Traffico (PUT).
Per città 30 si intende un provvedimento che propone l’inversione fra regola ed eccezione nei limiti di velocità urbani: anziché indicare un limite generale di 50 km/h a eccezione delle diverse Zone 30, i 30 km/h diventano la norma in tutte le strade classificate come di quartiere, interzonali e locali, mantenendo solo gli assi di scorrimento veloce a 50 km/h.

## Descrizione e posizioni
Una Zona 30 è un'area della rete stradale urbana dove il limite di velocità è di 30 chilometri orari invece dei consueti 50 previsti dal codice stradale per tali zone.

### Benefici

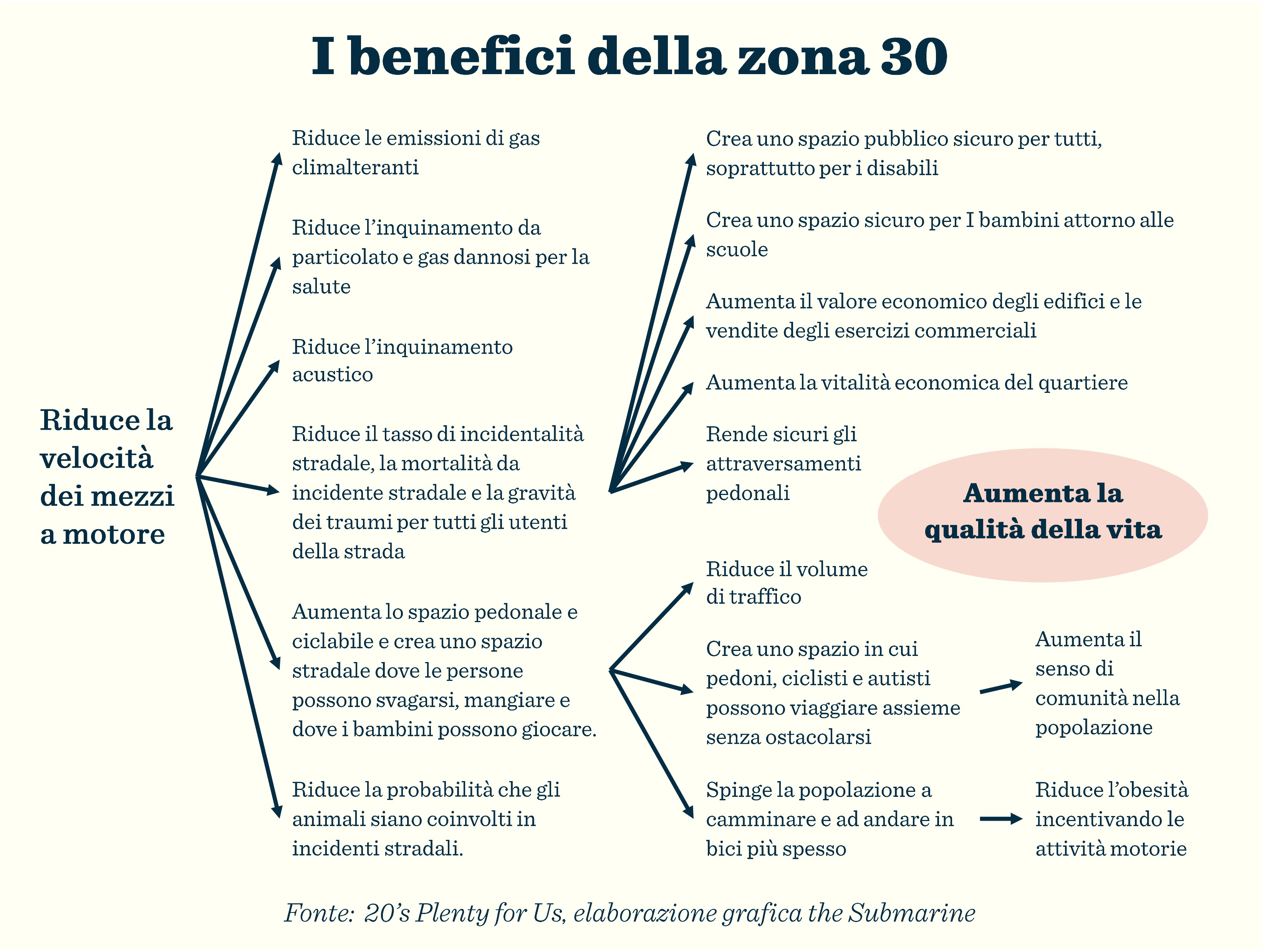
Infografica sintetica dei vantaggi

Generalmente, tale misura è ritenuta favorevole, vista la della minore velocità consentita che ridurrebbe la fase di accelerazione dei veicoli, per:
- Una migliore convivenza tra auto, biciclette e pedoni;
- La riduzione dell’inquinamento atmosferico, come misurato in un esperimento condotto a Madrid, dove si è rilevata una diminuzione del consumo di benzina (-15%) e delle emissioni inquinanti (-27% ossidi di azoto, -20% monossido di carbonio, -22% polveri sottili)[3];
- La riduzione dell’inquinamento acustico, come misurato in un esperimento condotto a Graz, dove si è rilevata una diminuzione compresa tra i 2 ed i 2,5 dB[4]. In presenza di siepi e di alberi sul ciglio della strada, poi, la rumorosità diminuisce ulteriormente;
- L’aumento della sicurezza stradale: difatti, abbassando la velocità dai 50 ai 30 km/h, si riduce, secondo gli studi, di oltre la metà lo spazio di arresto e si aumenta il raggio del cono visivo di chi conduce il veicolo, come rilevato in un esperimento condotto a Londra tra il 1986 ed il 2006 dove, nelle cosiddette zone 20 (20 miglia orarie equivalgono a circa 32 km/h), si è registrata una diminuzione del 42% del numero totale di incidenti e del 46% di quelli che hanno provocato morti o feriti gravi[5];
- Un minore o pari consumo di carburante, come rilevato dallo studio "Speed Limits: A review of evidence" della RAC Foundation (Royal Automobile Club), con cui si è asserito che le differenze delle emissioni e dei consumi con il limite a 30 km/h (20 mph) ed il limite a 48 km/h (30 mph) sono insignificanti; anzi a 48 km/h alcune emissioni e i consumi sono leggermente minori.[6]

### Criticità
Sulle zone 30, tuttavia, sono state mosse anche delle critiche. Nello specifico, si è portati a pensare che una diminuzione a 30 km/h del limite di velocità porti a un aumento consistente dei tempi di viaggio. In realtà, a causa di fattori come il traffico cittadino, i semafori, gli attraversamenti pedonali, la presenza di pedoni e ciclisti, i passaggi a livello e la ricerca di parcheggio, i tempi di percorrenza aumentano solo di poco. Nel sopracitato studio condotto a Madrid, si è difatti misurata una velocità media di 16,1 km/h nelle zone 30 e di 16,2 km/h nelle zone 50.
Altre critiche mosse verso questo tipo di limitazione sono quella di essere:
- Una misura di ripiego al potenziamento ed alla rimodulazione dei trasporti pubblici e delle infrastrutture per la mobilità sostenibile ed mobilità urbana (come le corsie preferenziali), così come alla manutenzione stradale ed alla razionalizzazione vera e propria (dossi);
- Una misura che genera congestione, falsa sicurezza e confusione tra i conducenti dei vari mezzi e gli altri utenti della strada, così come una pericolosa abitudine in altri contesti differenti (come sulle altre strade che non applicano la limitazione);
- Una misura di ripiego a eventuali maggiori controlli stradali o a controlli più efficienti, nonché costosa, specie per la segnaletica e le campagne informative;
- Una misura eccessivamente sanzionatoria, sia per la poca tolleranza (solitamente, di massimo 5 km/h o 3 mph) che per l'ingiustificata generalità, la quale distoglierebbe dal vero intento di punire i pirati della strada, nonché per le metodologie (anche pecuniarie) usate;
- Una misura che, a lungo andare, danneggia i veicoli a motore, specie per quanto riguarda parti sensibili come la cinghia di trasmissione.

## Realizzazione, uso, segnaletica ed esempi
Le Zone 30 si possono realizzare in qualsiasi città, purché nelle strade adiacenti il limite di velocità sia di 50 chilometri orari. Qualora, tuttavia, si abbiano strade con velocità di percorrenza di 70+ km/h, occorre prevedere zone con velocità intermedie di 50 km/h.
Nelle Zone 30, poi, il progetto deve anche prevedere interventi che favoriscano pedoni e ciclisti, come la riduzione dello spazio per la circolazione delle auto a favore di quello riservato alle piste ciclabili e ai percorsi pedonali, l’aumento dei trasporti pubblici e la creazione di aree adibite a scopi sociali.
Per ridurre la velocità dei veicoli, si possono usare dispositivi come rallentatori ottici e/o acustici, dossi, rialzi agli incroci, cuscini berlinesi, rotatorie e isole spartitraffico, senza creare ostacoli ai mezzi di soccorso.

### Uso ed esempi
Le zone 30 sono molto utilizzate in nazioni come la Germania, nella quale già intorno al 1980 era autorizzata la loro sperimentazione per mezzo di finanziamenti (attualmente, tra le varie, la più famosa ad averne capillarmente è Monaco di Baviera).
A partire dagli anni 1990, diverse città hanno progressivamente adottato il modello della Città 30: in Austria (Graz, la prima in assoluto), Francia (Nantes, Grenoble, Lille, Lione, Tolosa), Svizzera (Zurigo), Belgio (Bruxelles), Spagna (Madrid, Barcellona, Bilbao, Valencia), Canada (Toronto), Regno Unito (Londra, Edimburgo), Paesi Bassi (Amsterdam) e Finlandia (Helsinki).
Addirittura, dal 2021, Spagna e Galles hanno deciso di adottare tale misura in tutto il loro territorio, eccetto alcune specifiche aree.
Altre città poi, come ad esempio Parigi, Bruxelles e Cesena, hanno limitazioni più contenute e circoscritte.

### In Italia
Nel 2023, per la prima volta nella storia legislativa italiana è stata avanzata una proposta di legge che propone di istituire i 30 km/h come limite di velocità standard sulle strade urbane di tutto il territorio nazionale, prevedendo eccezioni con limite a 50 km/h solo sulle strade ad alto scorrimento. La Città 30, così come descritta nella proposta di legge, include l'implementazione di un limite massimo di velocità di 30 km/h su tutte le strade urbane, l'aggiornamento dell'infrastruttura stradale per favorire la moderazione del traffico e della velocità, l'intensificazione dei controlli per garantire il rispetto delle norme comportamentali sulla strada, e l'avvio di campagne di educazione, informazione e comunicazione rivolte alla popolazione locale e a tutti gli utenti della strada.

#### Olbia
Dal 1 giugno 2021, il limite di 30 km/h è stato adottato su tutto il territorio urbano di Olbia.

#### Bologna
Nella primavera 2021, il programma di Matteo Lepore, candidato alle elezioni primarie e alle successive elezioni comunali dell'ottobre 2021, propone ufficialmente l'introduzione della Città 30 a Bologna:
verificare che siano rispettati.»
La Città 30 viene ufficialmente adottata nel giugno 2023, con decorrenza dal 1º luglio, rendendo Bologna il primo capoluogo di regione italiano a introdurre tale provvedimento. Al contempo, viene annunciato che i primi sei mesi saranno una fase di transizione, durante i quali sarà installata la nuova segnaletica e saranno predisposte le ordinanze stradali, che entreranno in vigore il 1º gennaio 2024.
L'implementazione della Città 30 viene effettivamente attuata il 16 gennaio 2024, con l'entrata in vigore delle ordinanze e l'avvio dei controlli di velocità relativi ai nuovi limiti.
La Città 30 viene presto contestata dalle opposizioni in consiglio comunale, le quali hanno chiesto di organizzare un referendum in merito (proposta in seguito accettata dall’organo garante del comune). Tuttavia, il 5 luglio 2024, la richiesta viene ritirata al fine di ottenere più tempo per raccogliere un numero maggiore di firme.

### Esempio di segnaletica
I cartelli stradali utilizzati in Francia e scorci di zone 30 in altri paesi:

Ingresso nella Zona 30
Uscita da una Zona 30
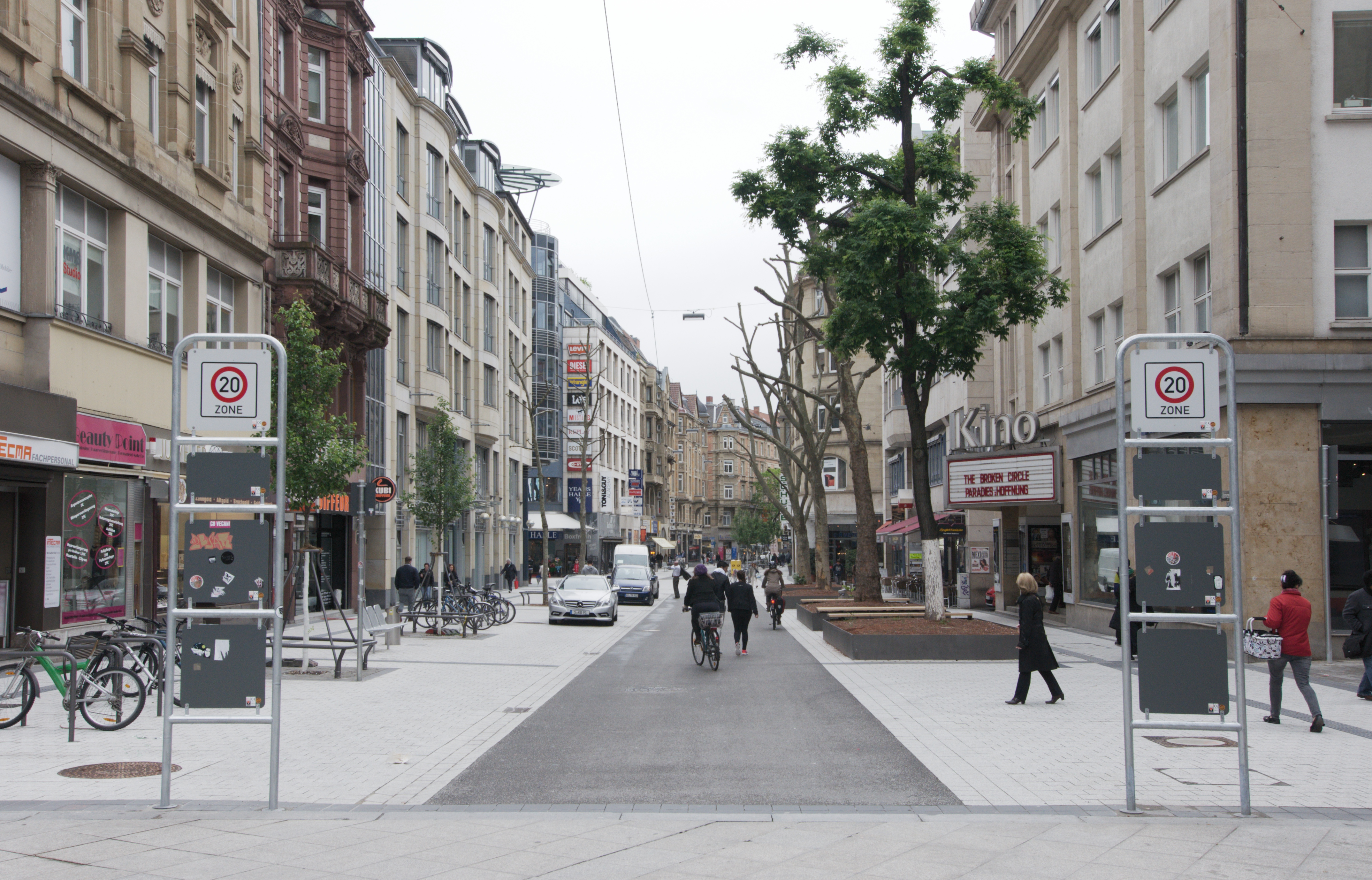
Zona 20 km/h a Stoccarda (Germania)
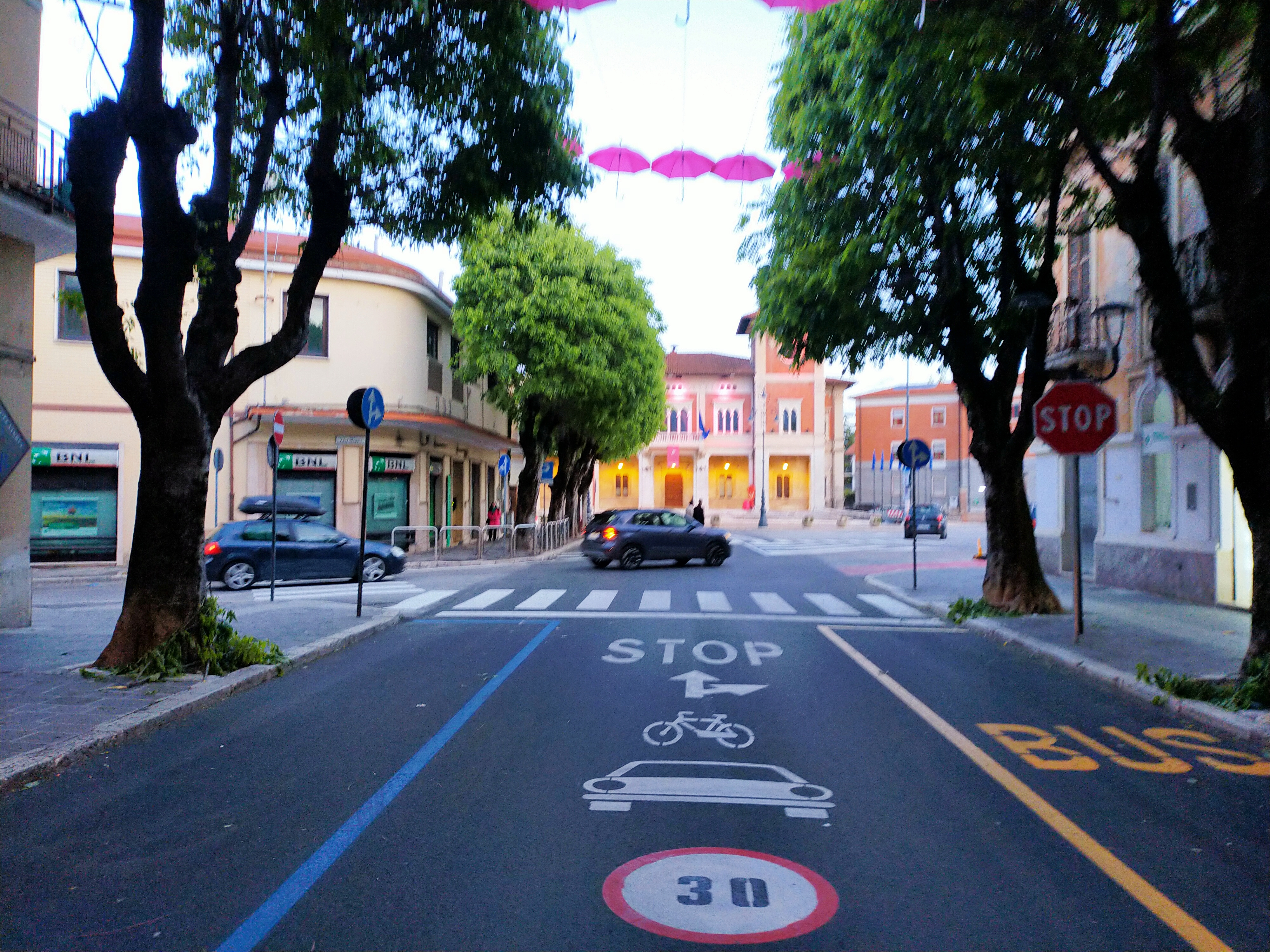
Zona 30 al centro di Avezzano
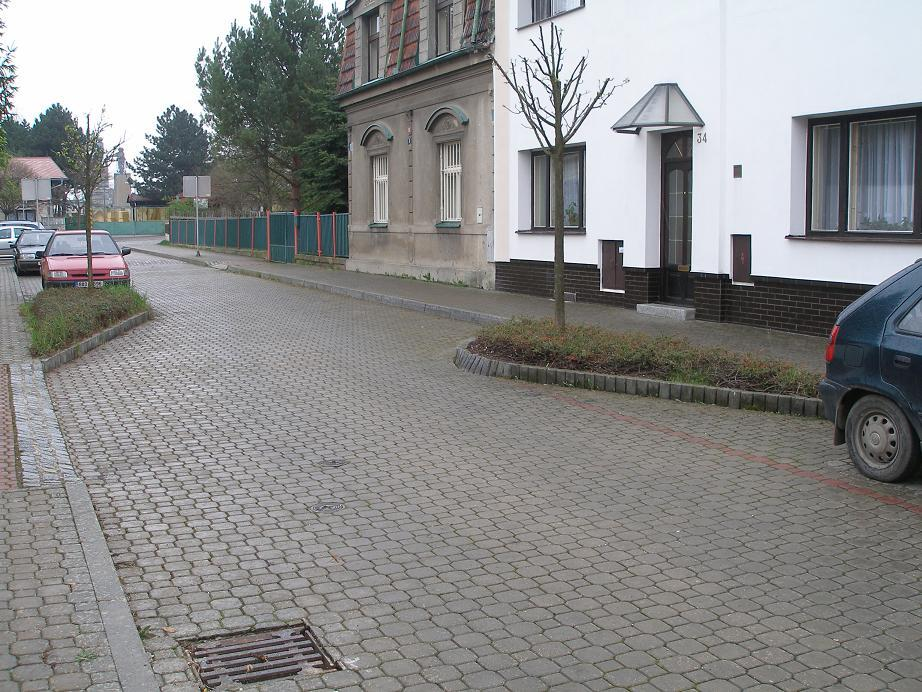
Serpentina di rallentamento in zona 30